# 矩尺座ζ
矩尺座ζ，又名CP-55 7229，HD 145361、SAO 243449、HR 6019，是矩尺座的一颗恒星，视星等为5.81，位于銀經328.86，銀緯-3.19，其B1900.0坐标为赤經16h 5m 24.7s，赤緯-55° -3.19′ 53″。